# Маниев, Мухтар Гамбар оглы
Мухта́р Гамбар оглы Мани́ев (азерб. Muxtar Qəmbər oğlu Maniyev; 4 апреля 1935, Баку — 22 декабря 2016, там же) — советский и азербайджанский актёр. Сыграл около 150 ролей в азербайджанском кинематографе. В основном снимался в эпизодических ролях. Народный артист Азербайджана (2000).

## Биография
Окончил Азербайджанский государственный университет культуры и искусств. Актёрский дебют состоялся в 1960 году в фильме «Кёроглы» Гусейна Сейидзаде. Также снимался на телевидении в телепередачах «Овод» («Mozalan») (сатирический тележурнал), «Киноклуб» на AzTV.
В 2003 году удостоен Персональной стипендии Президента Азербайджанской Республики.

## Фильмография
- 1960 — Кёроглы — Полад
- 1967 — Человек бросает якорь
- 1968 — Именем закона — Джабиров
- 1968 — Последняя ночь детства
- 1969 — Я помню тебя, учитель
- 1970 — Ищите девушку
- 1971 — Мировой парень — Кадорези
- 1973 — Счастья вам, девочки! — кинематографист
- 1973 — Насими — Миран-шах
- 1973 — Попутный ветер — анархист
- 1974 — В Баку дуют ветры — Карим
- 1974 — По следам Чарвадаров
- 1975 — Фирангиз
- 1976 — Цена счастья
- 1977 — Бухта радости
- 1977 — В один прекрасный день
- 1977 — Ветер в лицо — Абульфаз
- 1977 — Гариб в стране Джиннов
- 1977 — Иду на вулкан
- 1978 — Оазис в огне
- 1979 — Бабек — Ибн Муаз
- 1979 — Защита диплома
- 1980 — Хочу понять
- 1981 — Дорожное происшествие — эпизодическая роль
- 1981 — Золотая пропасть — Халил
- 1981 — Не бойся, я с тобой — эпизодическая роль
- 1982 — Низами
- 1982 — Парк — сосед
- 1982 — Серебристый фургон
- 1983 — Рыцари чёрного озера
- 1984 — Старый причал
- 1985 — Джин в микрорайоне
- 1986 — Сигнал с моря
- 1987 — Другая жизнь
- 1987 — Сурейя
- 1987 — Чертик под лобовым стеклом
- 1988 — Мерзавец
- 1989 — Родные берега
- 1989 — Анекдот
- 1989 — Атака
- 1989 — Храм воздуха
- 1990 — Ловушка
- 1990 — Свидетельница
- 1990 — Убийство в ночном поезде
- 1991 — Газельхан
- 1991 — Обручальное кольцо
- 1992 — Признание
- 1994 — Приговор
- 1994 — Чёрная волга
- 1995 — Стамбул, Стамбул
- 1997 — Всё к лучшему
- 1998 — Комната в отеле
- 1999 — Как прекрасен этот мир
- 2006 — Проверка